# 无主之地3
《无主之地3》是一款融入動作角色扮演元素的第一人稱射擊遊戲，由Gearbox軟體開發，基于虚幻引擎4制作，并以2K Games为品牌发行。《无主之地3》是续《邊緣禁地2》的第4部《无主之地》系列游戏主要作品。游戏界面支持英语、法语、意大利语、德语、西班牙语、葡萄牙语、俄语、韩语、简体中文、繁体中文及日语，配音支持英语、法语、意大利语、德语、西班牙语、韩语、中文及日语。《无主之地3》于2019年9月13日在Microsoft Windows、PlayStation 4和Xbox One上发售；于2019年10月30日在macOS上发售；于2019年12月17日在Stadia发售；于2020年11月10日在Xbox Series X/S上发售；于2020年11月12日在PlayStation 5先行发售于美国、日本、加拿大、墨西哥、澳大利亚、新西兰和韩国；于2020年11月19日在PlayStation 5正式发售。
玩家将扮演四个秘藏猎人之一，在单人模式或多人模式（单人模式下邀请好友加入或加入好友的游戏）下完成主线任务和支线任务。 敌人被击杀后，会掉落装备，供玩家装备及使用。 随着玩家等级的增加，新的武器栏、模组栏、神器栏将会被解锁。 剧情以潘多拉猩红袭击者招募的四名新秘藏猎人为中心，阻止卡吕普索姐弟以及他们疯狂的邪教徒利用宇宙中的外星秘藏力量。
《无主之地3》发布后获得了对其玩法的赞扬与普遍的好评，儘管有人吐槽它缺乏创新并且存在技术问题，仍於發售五天後，初始銷售超過五百萬份，成為無主之地系列當中初始銷售最高。至2025年2月初銷量達2200萬份。

## 秘藏猎人[7]

### FL4K
- 角色类：兽王
- 介绍：FL4K是一个漫步的机器人，他总是带着他的三个宠物的其中一个参与到战斗中。他们的技能可以让他们释放出潜伏爆破物，辐射伤害，甚至可以在行进迅速和回复血条的时候短暂消失。

### 莫泽
- 角色类：枪手
- 介绍：莫泽曾经是一个Valdof军队的士兵，她擅长机械战斗。她通常使用她的技能钻进她的机甲-铁熊。在铁熊身上装备着超速轨道炮，快速射机枪，以及半自动的榴弹发射器，火焰喷射器，充气弹和火箭发射器。

### 赞恩
- 角色类：特工
- 介绍：赞恩出生在潘多拉星球上臭名昭著的弗莱特家族，他同时还是一个半退休的杀手。在他的袖子上全是杀人小工具。他的技能包括一架SNTNL无人机，上面驾着一个机枪，可以在空中不断盘旋射杀敌人。除此以外，他还拥有障碍护盾，以及分身术。这个分身术可以立即分散敌人的注意力，从而在额外的分身处打击敌人。

### 阿玛拉
- 角色类：魔女
- 介绍：阿玛拉天生拥有魔女能力，并且还是人民中的声名赫赫的人物。使用她的技能，她可以震伤地面附近的敌人，然后把他们震飞到空中，使用超凡的拳头痛击他们，或者甚至使用她的必杀技干掉挡在她面前的所有敌人。

## 劇情
在Handsome Jack去世和Hyperion隕落之後的一段時間，遊戲中的反派Troy和Tyreen Calypso得知潘朵拉星球之外的其他寶庫，並組織一個名為「寶庫之子」（Children of the Vault）的暴力邪教來佔有它們。來自第一集遊戲《邊緣禁地》的玩家角色之一——莉莉絲（Lilith），招募新的「寶庫獵人」角色來幫忙阻止Calypso雙胞胎。之前《邊緣禁地》中的許多角色都會回歸，包括來自外傳遊戲《邊緣禁地傳說》。

## 外部連結
- 官方网站（繁體中文）
- 官方网站（简体中文）
- 官方网站（英文）